# Deborah Bronnert

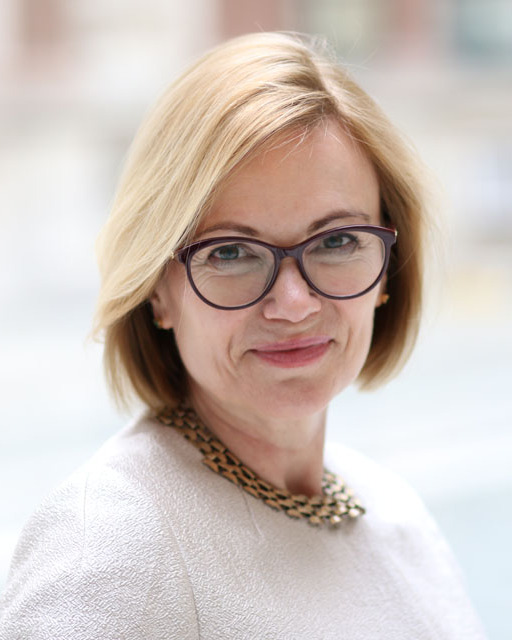
Deborah Bronnert (2019)

Dame Deborah Jane Bronnert DCMG (* 31. Januar 1967 in Stockport, Greater Manchester) ist eine britische Diplomatin.

## Leben und Karriere
Bronnert besuchte die Featherstone High School in Middlesex. Danach studierte sie Mathematik an der Universität Bristol und anschließend an der UCL School of Slavonic and East European Studies des University College London die politische Ökonomie Russlands und Osteuropas.
Bronnert arbeitete ab 1989 zunächst im britischen Umweltministerium, bevor sie 1991 zur Vertretung des Vereinigten Königreichs bei der Europäischen Wirtschaftsgemeinschaft  in Brüssel versetzt wurde. Anschließend wechselte sie zum Foreign and Commonwealth Office und war von 1995 bis 1999 erneut in Brüssel tätig. Sie war in Moskau und auf verschiedenen anderen Posten in der FCO tätig. Von 2011 bis 2014 war Bronnert britische Botschafterin in Simbabwe. 2017 wurde sie zur Generaldirektorin für wirtschaftliche und globale Angelegenheiten im FCO befördert. Von Januar 2020 bis Oktober 2023 war sie als Nachfolgerin von Laurie Bristow als Botschafterin in der Botschaft des Vereinigten Königreichs in Moskau stationiert.
2012 wurde sie als Companion des Order of St Michael and St George (CMG) ausgezeichnet und 2023 als Dame Commander desselben Ordens (DCMG) geadelt.